# Freies Sender Kombinat
Das Freie Sender Kombinat (FSK) ist ein Freies Radio, das in Hamburg sendet. Die Ausstrahlung erfolgt zurzeit vom Hamburger Fernsehturm auf der mit 50 Watt betriebenen UKW-Frequenz 93,0 MHz. Das Sendegebiet umfasst Teile des Stadtgebiets Hamburg (technische Reichweite ca. 1.680.000 Hörer) mittels UKW und Hamburgs Umland mittels DAB+ mit insgesamt 5.000 bis 11.000 Hörerinnen.
Das FSK ist Mitglied im Bundesverband Freier Radios (BFR) und in der AMARC (Association Mondiale des Radios Communautaires).
Seit 1998 verfügt das Radio über eine Vollfrequenz, sendet also rund um die Uhr an sieben Tagen die Woche. Seine Entstehung geht auf eine achtjährige Sendepraxis im Offenen Kanal und weiterer zwei Jahre zurück, in denen das Projekt täglich 3½ Stunden auf einer eigenen Frequenz sendete.
Das Projekt versteht sich als linkes Radio. Der Sender ist ein Zusammenschluss mehrerer Radiogruppen und so genannter passiver Anbieter. Inhaber der Sendelizenz ist der Trägerverein „Anbieterinnengemeinschaft im FSK e. V.“ (ABG). Mitglieder der ABG sind die drei Radiogruppen Radio Loretta,  Stadtteilradio, und projekt r, sowie die passiven Anbieter Frauenmusikzentrum, Flüchtlingsrat Hamburg, Rockcity e. V., Landesverband Soziokultur und die Jüdische Gemeinde Pinneberg e. V. Die Mitgliederversammlung der ABG entscheidet über die relevanten Fragen des Senders (Programmstruktur, inhaltliche Ausrichtung etc.). Sie tagt monatlich als Delegiertenplenum und setzt sich aus 18 stimmberechtigten Mitgliedern zusammen, von denen 13 Delegierte der Radiogruppen sind. Die anderen fünf sind Vertreter der passiven Anbieter.
Die Gestaltung der Sendungen übernehmen die radiogruppenübergreifenden Redaktionen: Musikredaktion, GuTzKi (Gedanken und Töne zu Kulturindustrie), Redaktion 3, Studio F und die Inforedaktion.
Für die alltägliche Arbeit – Büro, Finanzen, Technik etc. – sind Arbeitsgruppen vorgesehen.
Im Sender kam es, kontextualisiert im innerlinken Diskurs zwischen antiimperialistisch und antideutsch ausgerichteten Gruppierungen in der Radikalen Linken, auch zu politischen Konflikten, die in der Vergangenheit zur Zerreißprobe wurden. So kritisierten seit 1999 mehrere Radiogruppen antisemitische Inhalte einzelner Sendungen, woraufhin ihnen wiederum undemokratisches Verhalten und eine autoritäre Streitkultur vorgeworfen wurde.
Das FSK finanziert sich – wie die meisten der mittlerweile fast 30 freien Radios im deutschsprachigen Raum – im Wesentlichen durch Fördermitglieder. Zudem wird das FSK im nicht unwesentlichen Umfang auch durch öffentliche Gelder bezuschusst. Sponsoring im Programm durch Firmen ist, ebenso wie Werbung, nicht gewollt und rechtlich nicht zulässig (Hamburgisches Mediengesetz). Die redaktionelle und organisatorische Arbeit im FSK ist unbezahlt.
FSK gibt monatlich das 32-seitige Programmheft „transmitter“ heraus.

## Rechtswidrige Einsätze der Hamburger Polizei
Im Jahre 2003 kam es zu einer Hausdurchsuchung durch die Polizei, wegen eines angeblich unautorisiert veröffentlichten Interviews mit dem Pressesprecher der Polizei Hamburg. Dabei wurde der Behördenweg umgangen, indem die Landesmedienanstalt nicht im Vorfeld informiert wurde. Im Jahre 2011 wurde der Einsatz vom Bundesverfassungsgericht (AZ: 1 BvR 1739/04 u. 1 BvR 2020/04) für rechtswidrig erklärt.
Jahrelang arbeitete eine verdeckte Ermittlerin in der feministischen Redaktionsgruppe „re[h]v[v]o[l]te“ mit. Die Deutsche Journalistinnen- und Journalisten-Union stufte dies als schweren Eingriff in die Pressefreiheit ein.